# Dismaland
Dismaland (nome completo Dismaland Bemusement Park) è stata un'installazione artistica temporanea, pensata e allestita da Banksy e perdurata per trentotto giorni, dal 21 agosto al 27 settembre 2015 presso il Tropicana, un lido marittimo in disuso nella località turistica di Weston-super-Mare nel Somerset, in Inghilterra. La mostra si presentava come un "parco divertimenti anti-Disneyland" che lo stesso Banksy definì un "parco tematico non adatto ai bambini". L'artista, oltre a finanziare la costruzione della mostra, vi contribuì con la creazione di dieci nuove opere. Furono ammessi 4.000 visitatori al giorno. Il nome dell'installazione è una parola macedonia inglese composta dai termini dismal ("tetro, lugubre") e land ("terra").

## Storia
Durante l'installazione di Dismaland fu dichiarato ai residenti di Weston-super-Mare che una fantomatica industria cinematografica hollywoodiana di nome Atlas Entertainment stesse girando le riprese di un thriller intitolato Grey Fox presso l'ubicazione del parco dei divertimenti. Le prime fotografie del parco apparvero per la prima volta nel mese di agosto del 2015 e includevano un castello fiabesco e sculture di grandi dimensioni. La manager di Banksy, Holly Cushing, il cui nome era precedentemente apparso nei crediti di un documentario dedicato all'artista, venne avvistata nel cantiere di Dismaland poco tempo prima della sua apertura, il che contribuì a palesare la presenza di un'installazione realizzata dal misterioso personaggio. Banksy dichiarò di aver selezionato i "migliori artisti che potesse immaginare" per il progetto. Tuttavia, due di essi rifiutarono di collaborare con Banksy.

## Descrizione
Come suggerisce il nome, Dismaland era un'installazione artistica strutturata a somiglianza del parco dei divertimenti Disneyland, ed era un cosiddetto "festival di arte, intrattenimento e introduzione all’anarchia" finalizzato a criticare l'establishment, il consumismo e il potere. Dismaland viene ricordata per essere stata la più grande installazione artistica di Banksy a cielo aperto e poteva contare su diciotto attrazioni fra cui un mezzo antisommossa adibito a scivolo, una ruota panoramica arrugginita, una giostra su cui è seduto un macellaio, un autoscontro con il plastico della Signora Morte, un plastico ritraente un paese interamente occupato da poliziotti, una vasca su cui galleggiano dei barconi radiocomandati pieni di migranti, due camion cisterna attorcigliati, una statua sfigurata della principessa Ariel, una grossa girandola che "avrebbe fornito energia elettrica a tutto il sito, sebbene avesse qualche problema a ricaricare persino due smartphone contemporaneamente" e un castello disneyano lasciato incompleto al cui interno un gruppo di paparazzi scatta fotografie a una principessa morta durante un incidente in carrozza (forse un riferimento alla morte di Lady Diana). Le guide furono incaricate di mostrarsi depresse e scortesi nei confronti dei turisti.
La chiusura del parco "distopico" fu celebrata con un concerto che vide esibirsi le Pussy Riot, De La Soul e Damon Albarn. Il gruppo attivista delle Pussy Riot è stato anche protagonista di un happening in collaborazione con gli artisti britannici Connor Brothers ispirato all'odissea dei siriani rifugiati in Europa: una finta carica della polizia tentava di disperdere dei protestanti.

## Accoglienza
Dismaland fu accolta molto positivamente dal pubblico e l'elevata richiesta di biglietti creò problemi al sito ufficiale, più volte andato in crash (si ipotizzò anche che i continui malfunzionamenti del sito fossero parte del progetto artistico di Banksy). Nonostante gli apprezzamenti unanimi anche da parte della stampa e della critica, non mancarono alcuni detrattori. Dan Brooks del New York Times criticò il "sarcasmo gratuito" dell'iniziativa mentre Jonathan Jones del Guardian asserì che "come sensazione mediatica (Dismaland) funziona a meraviglia ma, se visto da vicino, è in realtà un parco a tema Potemkin (sic.) Non è un'esperienza, ma solo un sostituto di cartone. Dopotutto si tratta di una semplice mostra d'arte. Dismaland non offre l'energia e il pericolo che fanno i veri parchi a tema, ma raggruppa molta brutta arte in riva al mare."
Nel maggio 2016, Dismaland vinse il South Bank Sky Arts Award.

## Artisti
Il progetto presentava opere di 58 artisti dei 60 originariamente invitati a partecipare.
- Shadi Alzaqzouq
- The Astronaut's Caravan
- Tammam Azzam
- Banksy
- Ronit Baranga
- Bill Barminski
- Michael Beitz
- Huda Beydoun
- Block9
- Julie Burchill
- Fares Cachoux
- Dorcas Casey
- Jimmy Cauty
- Caitlin Cherry
- Darren Cullen
- Brock Davis
- Tinsel Edwards
- El Teneen
- Escif
- Espo
- Zaria Foreman
- Jeff Gillette
- Ed Hall
- Greg Haberny
- Neta Harari Navon
- Jessica Harrison
- Damien Hirst
- Jenny Holzer
- Scott Hove
- Andreas Hykade
- Severija Inčirauskaitė-Kriaunevičienė
- Paul Insect & BAST
- James Joyce
- Peter Kennard & Cat Phillips
- Josh Keyes
- Laura Lancaster
- Maskull Lasserre
- Jani Leinonen
- Ben Long
- Lush
- Kate MacDowell
- Lee Madgwick
- Suliman Mansour
- Caroline McCarthy
- Polly Morgan
- Leigh Mulley
- Sami Musa
- Mana Neyestani
- Paco Pomet
- Joanna Pollonais
- Pure Evil
- Mike Ross
- Amir Schiby
- Barry Reigate
- David Shrigley
- Axel Void
- Nettie Wakefield
- Wasted Rita
- Dietrich Wegner

## Galleria d'immagini

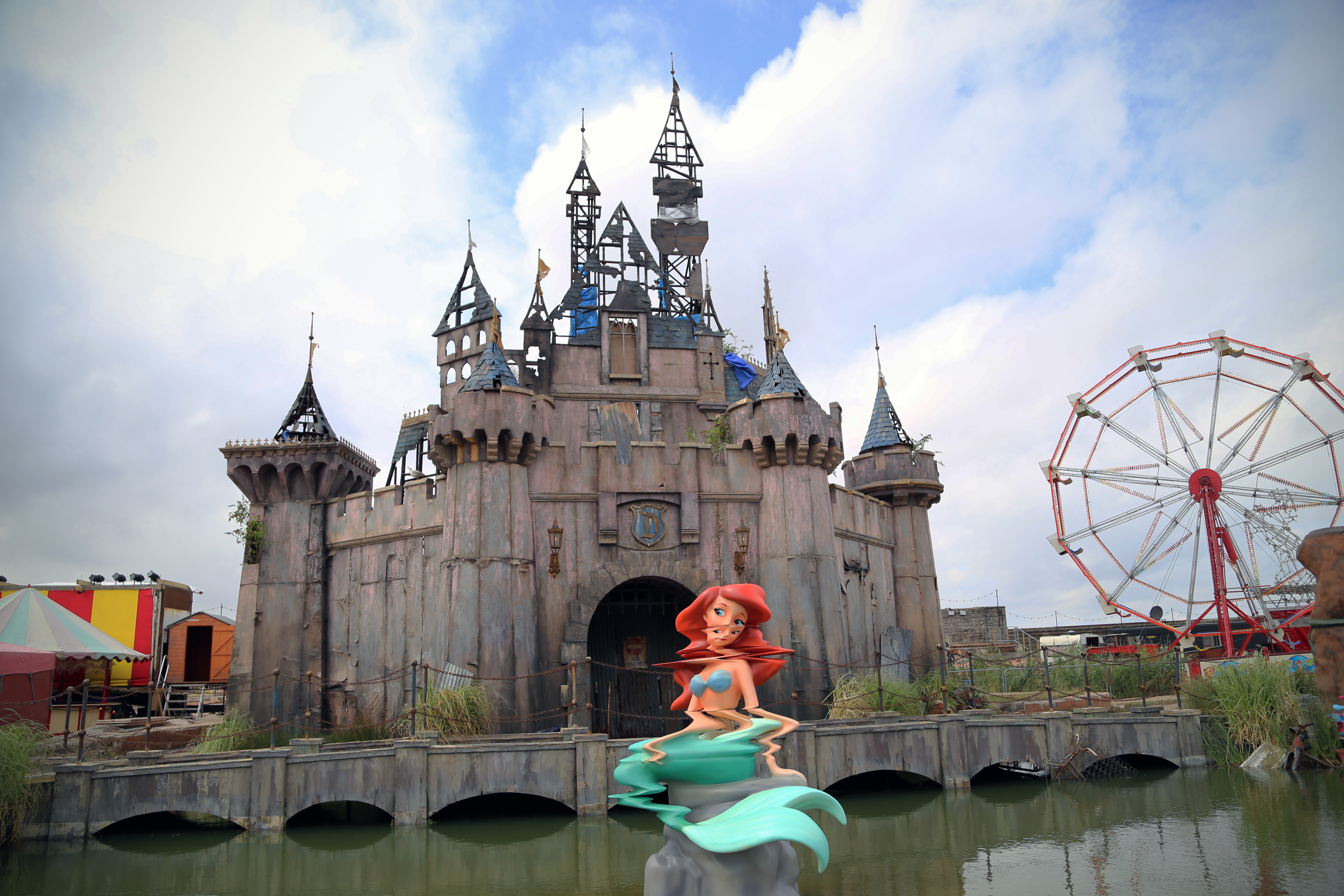
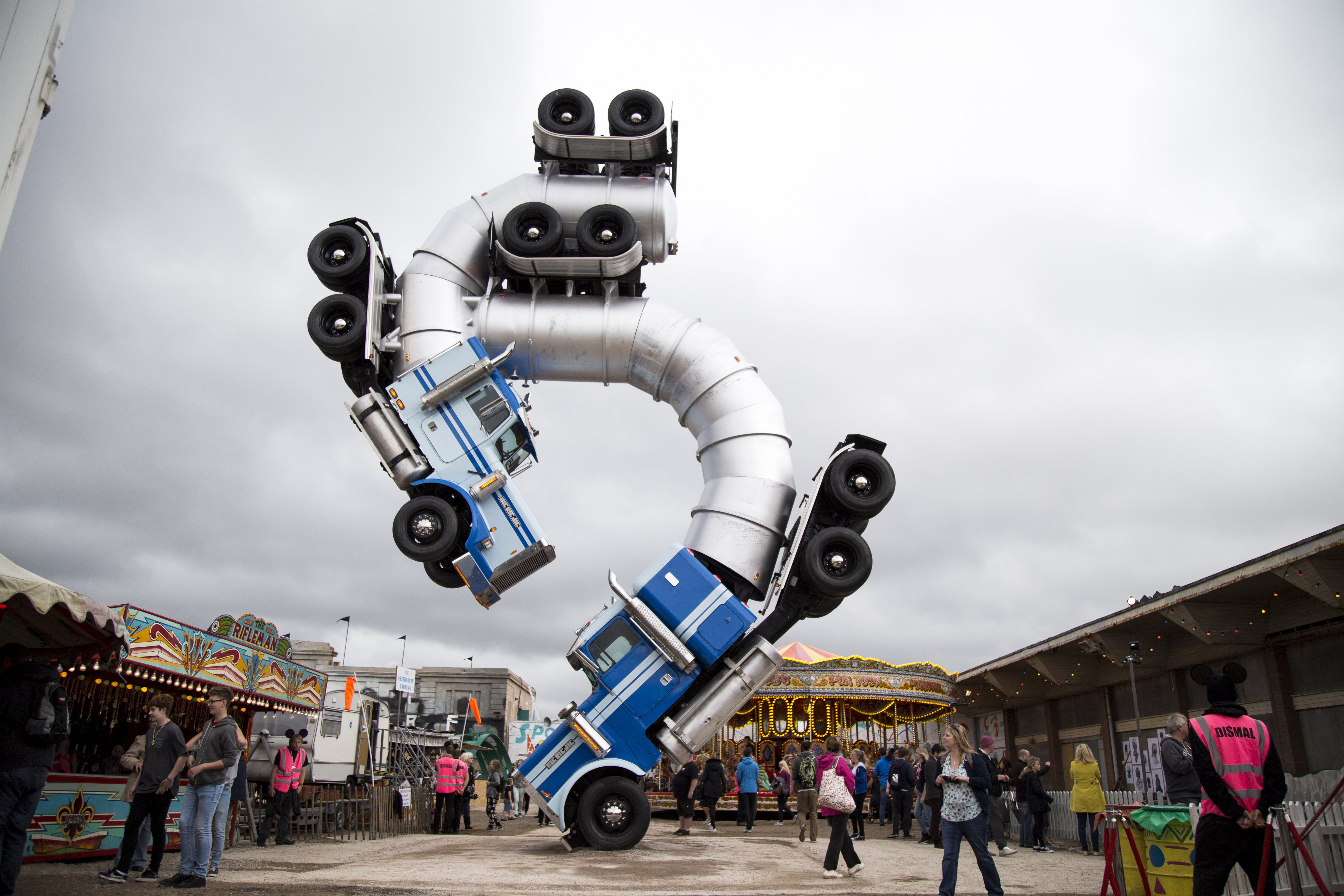
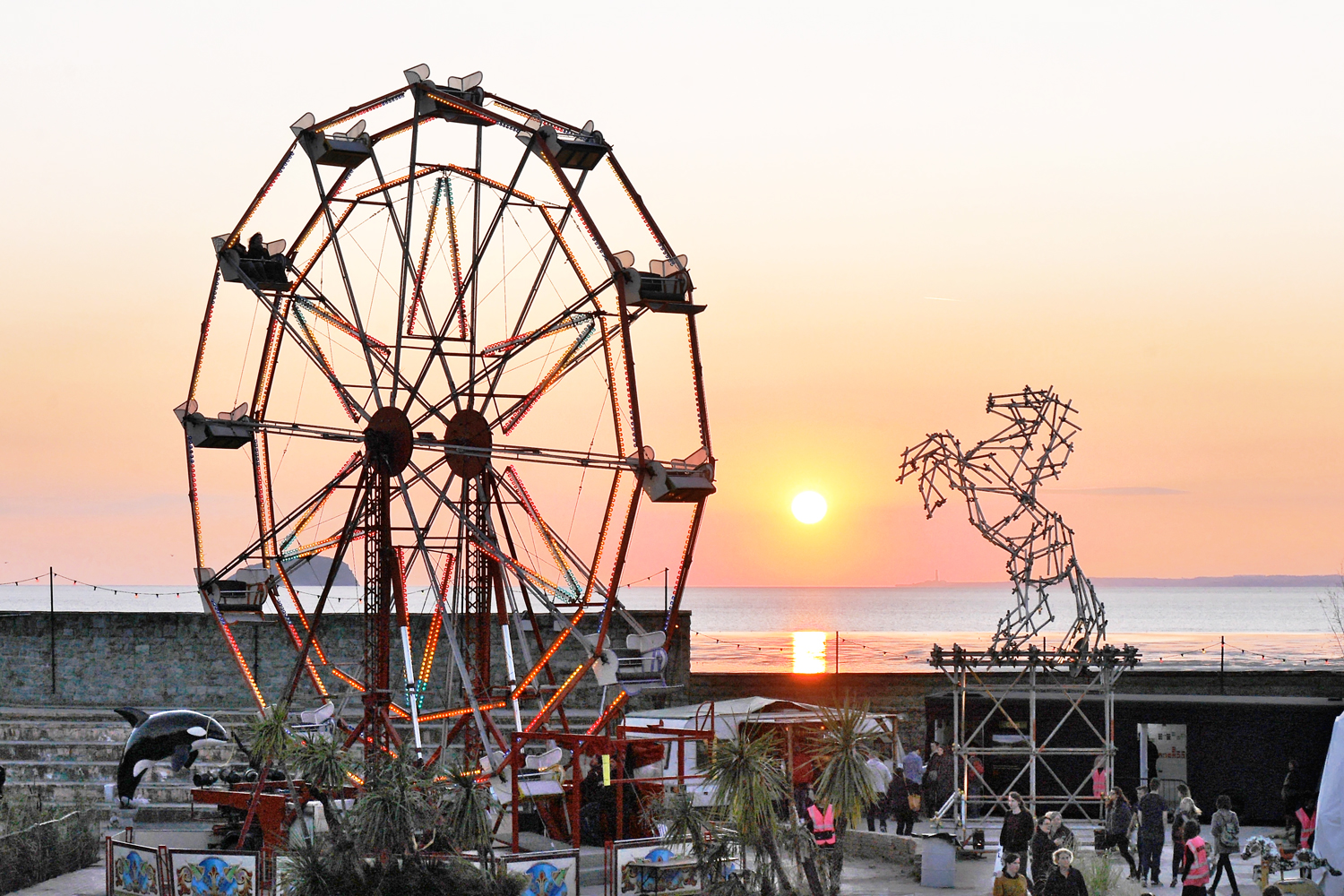
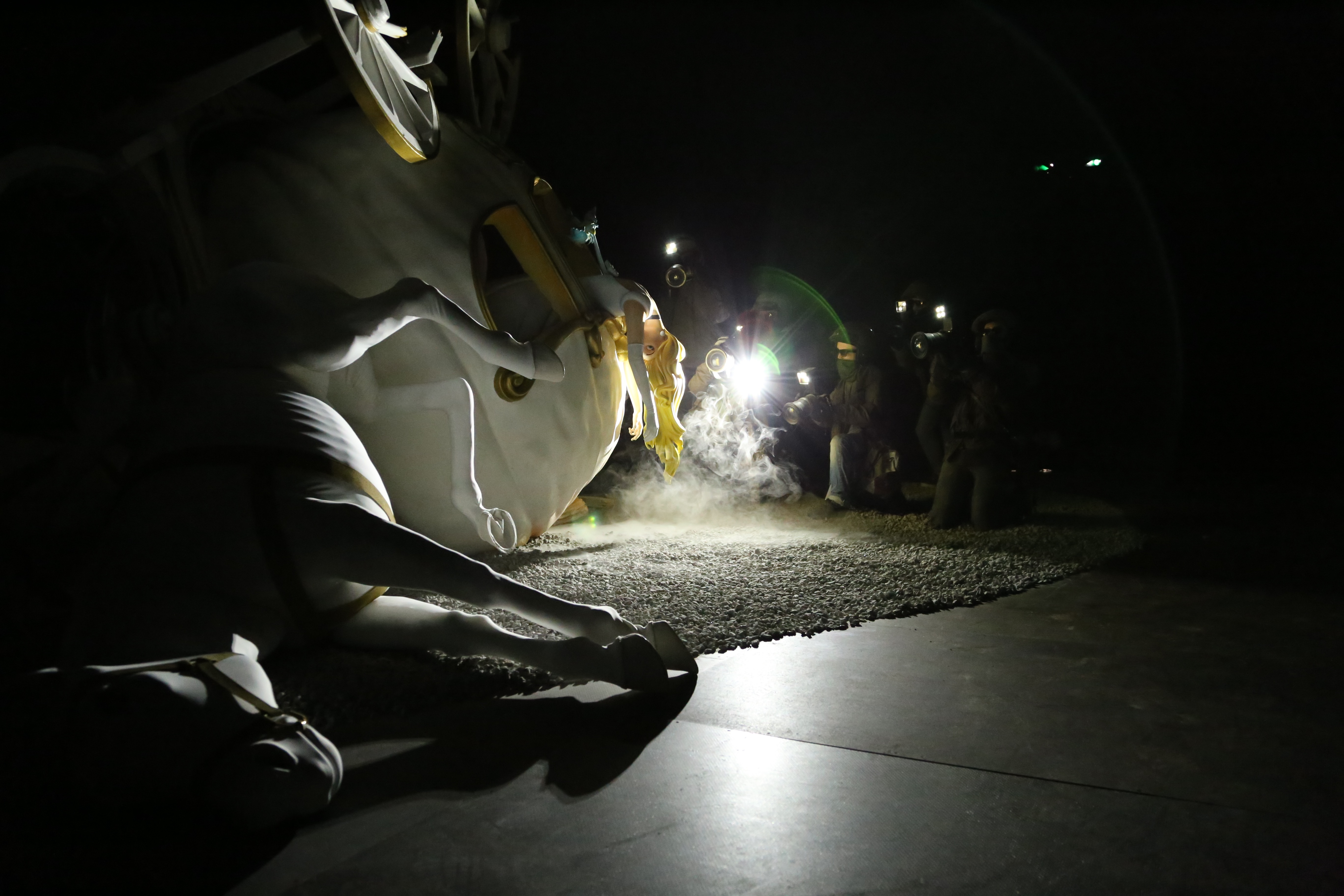
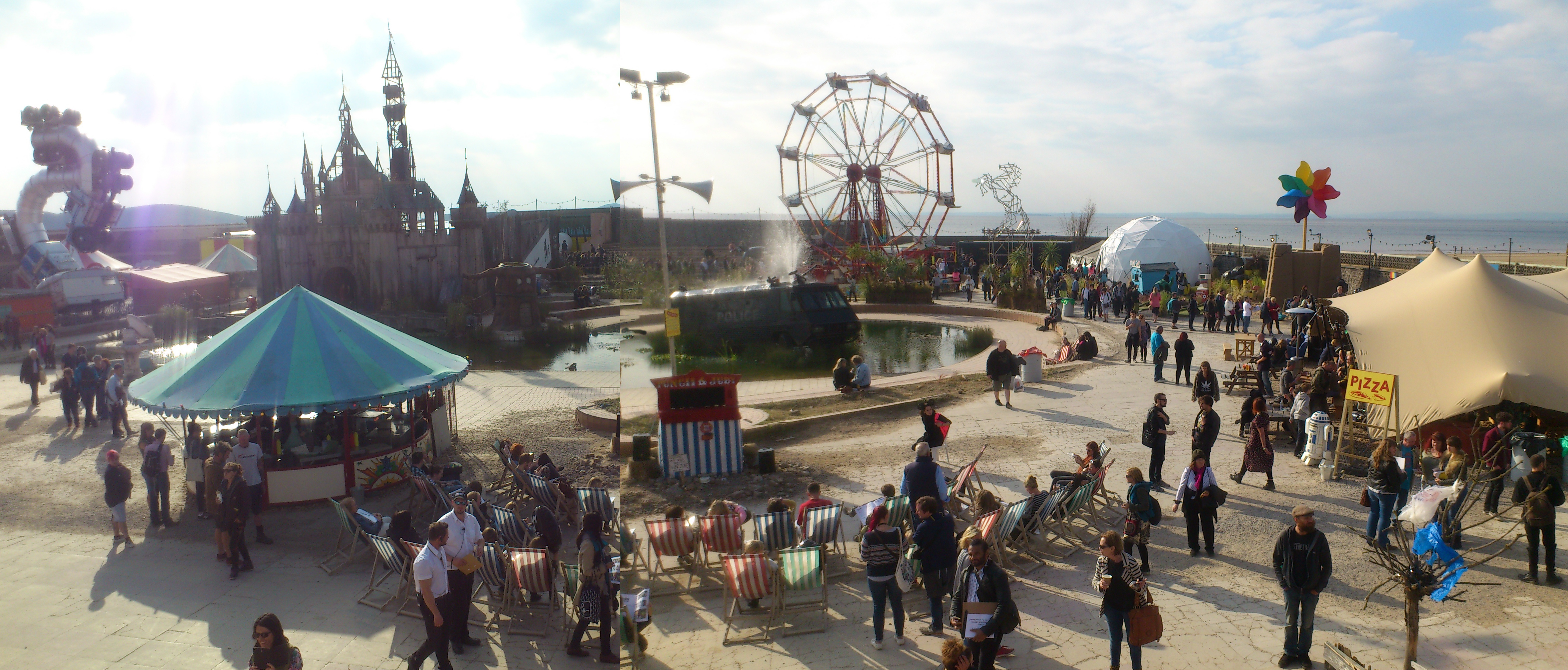
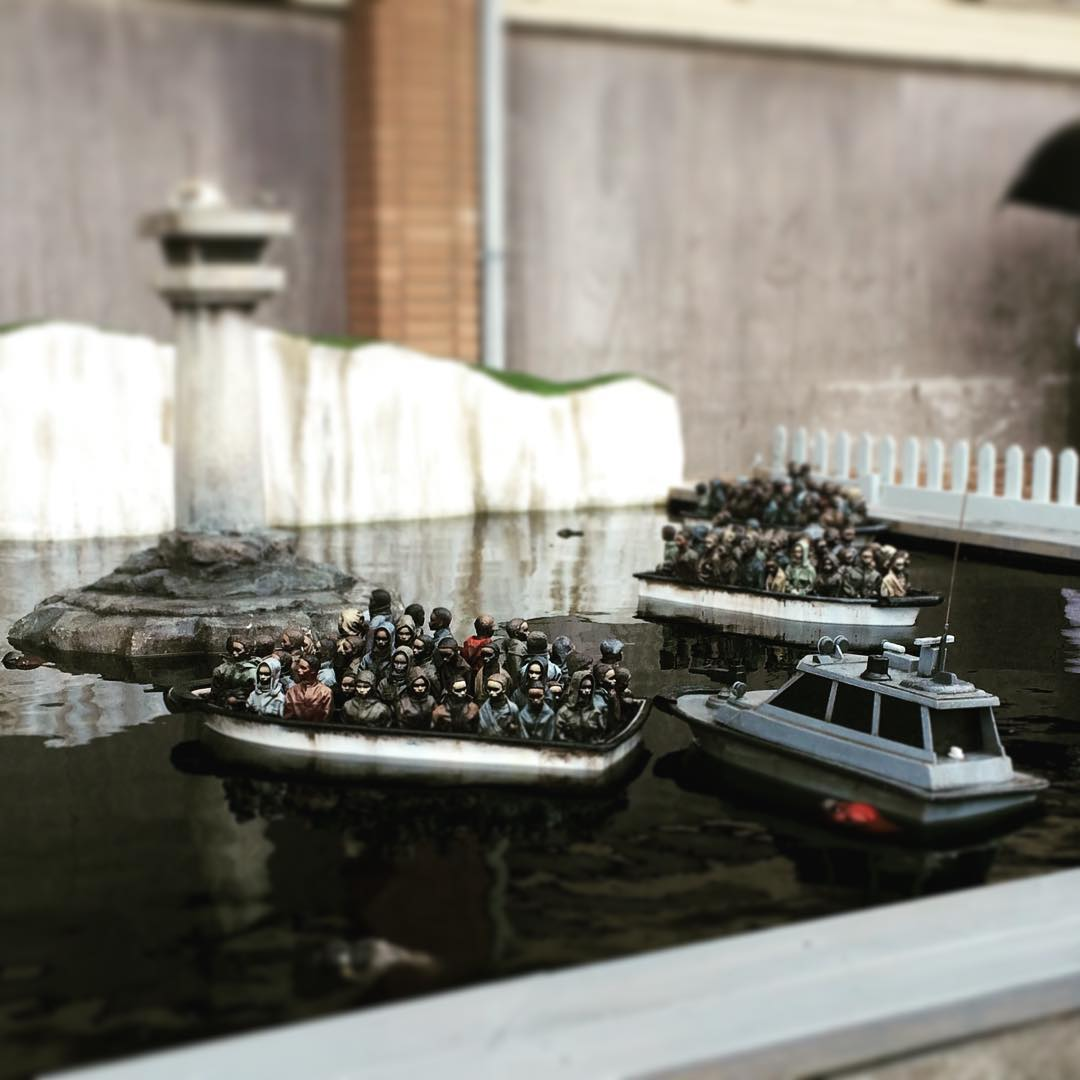
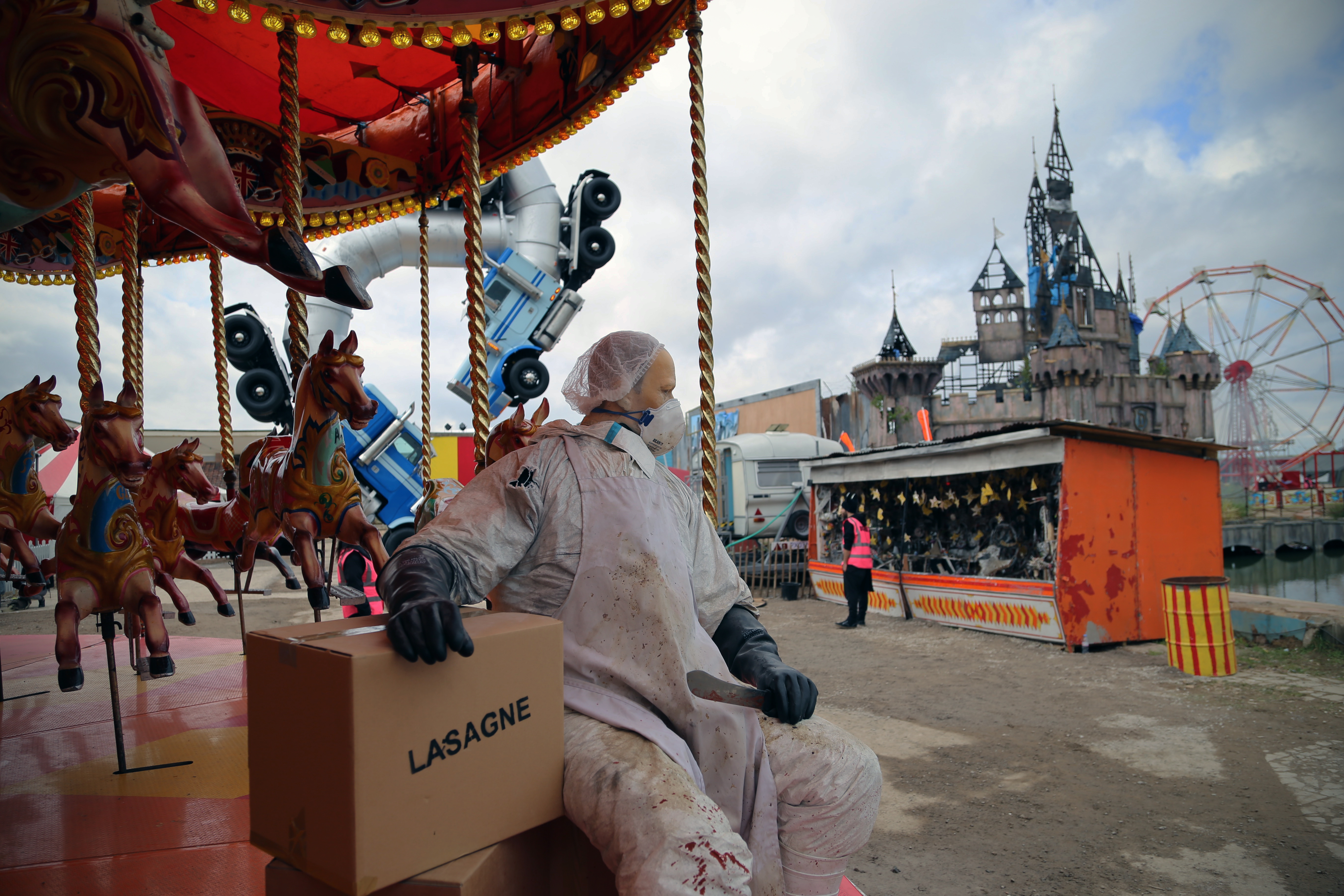